# Lhommaizé
Lhommaizé is een gemeente in het Franse departement Vienne (regio Nouvelle-Aquitaine) en telt 777 inwoners (2004). De plaats maakt deel uit van het arrondissement Montmorillon.

## Geografie
De oppervlakte van Lhommaizé bedraagt 31,2 km², de bevolkingsdichtheid is 24,9 inwoners per km².
De onderstaande kaart toont de ligging van Lhommaizé met de belangrijkste infrastructuur en aangrenzende gemeenten.

## Demografie
Onderstaande figuur toont het verloop van het inwonertal (bron: INSEE-tellingen).